# Sport Club Atlético
L'Sport Club Atlético (crioll capverdià: SK Atlétiku) és un club capverdià de futbol de la ciutat de Ribeira Brava a l'illa de São Nicolau.
Va ser fundat el 9 de desembre de 1977.
Manté forta rivalitat amb FC Ultramarina.

## Palmarès
- Lliga de São Nicolau de futbol:[5]

1983, 1987, 1993/94, 1994/95, 1999/00, 2001/02, 2011/12, 2013/14, 2015/16
- Copa de São Nicolau de futbol:

2007/08, 2012/13
- Supercopa de São Nicolau de futbol:

2008/09, 2013/14, 2015/16
- Torneig d'Obertura de São Nicolau de futbol:

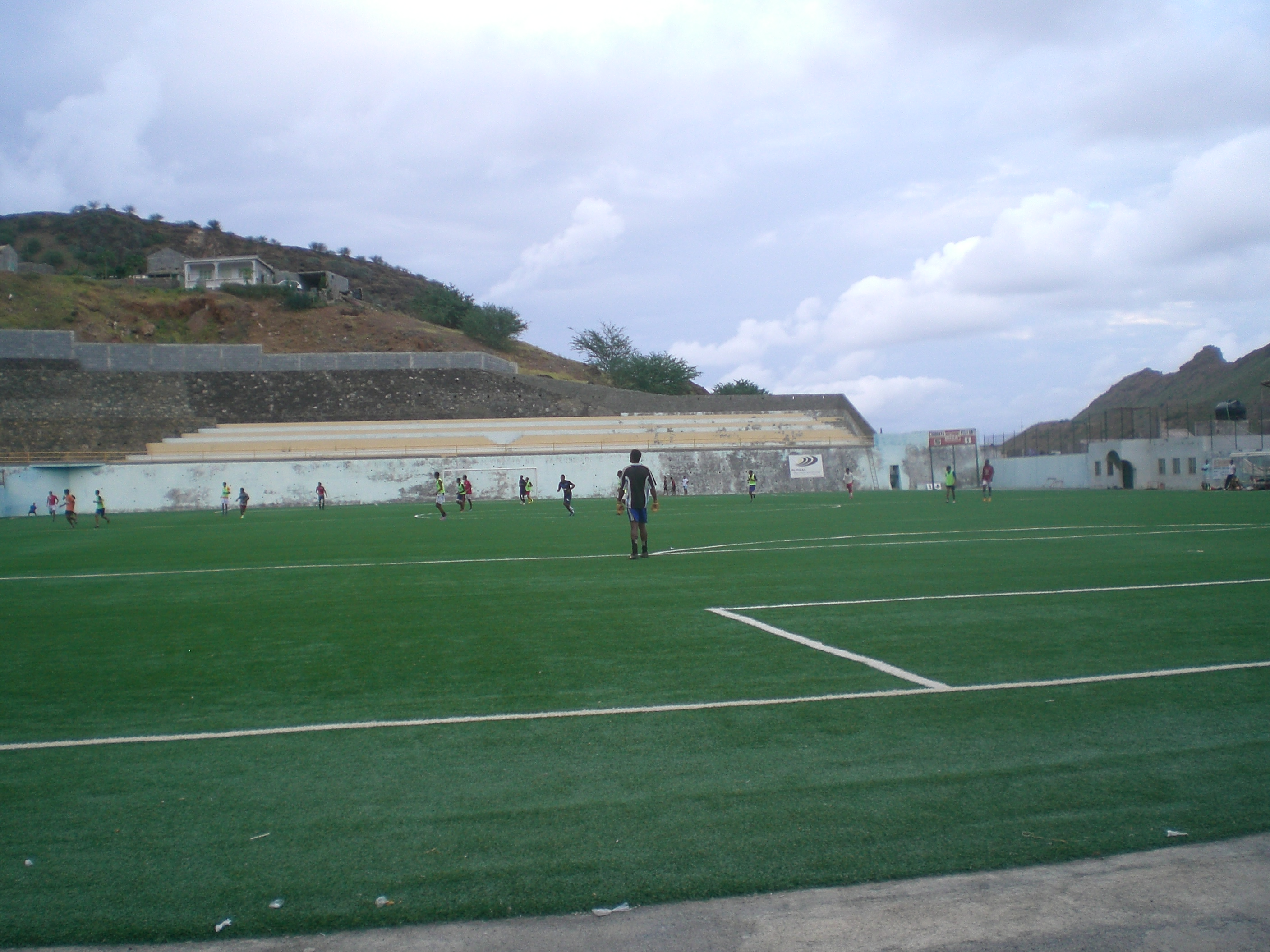
Estádio João de Deus Lopes da Silva, seu de SC Atlético

2001/02, 2014/15, 2016/17